# Gabriel Pereira Magalhães dos Santos
Gabriel Pereira Magalhães dos Santos, noto semplicemente come Gabriel Pereira (Volta Redonda, 7 maggio 2000), è un calciatore brasiliano, difensore del Copenaghen.

## Carriera
Cresciuto nel settore giovanile del Volta Redonda, debutta in prima squadra il 4 ottobre 2020, in occasione dell'incontro di Série C perso per 1-0 contro il Londrina. Nell'agosto 2021 viene ceduto in prestito per l'intera durata della stagione al Vilafranquense; al termine della stagione viene acquistato a titolo definitivo dal club portoghese. Il 30 gennaio 2023 viene ceduto al Gil Vicente, con cui firma un contratto di durata triennale; il 31 marzo successivo debutta in Primeira Liga, disputando l'incontro perso per 1-0 contro l'Estoril Praia.
Il 7 agosto 2024 viene acquistato Copenaghen.

## Statistiche

### Presenze e reti nei club
Statistiche aggiornate al 23 marzo 2025.
| Stagione              | Squadra               | Campionato            | Campionato | Campionato | Coppe nazionali | Coppe nazionali | Coppe nazionali | Coppe continentali | Coppe continentali | Coppe continentali | Altre coppe | Altre coppe | Altre coppe | Totale | Totale |
| Stagione              | Squadra               | Comp                  | Pres       | Reti       | Comp            | Pres            | Reti            | Comp               | Pres               | Reti               | Comp        | Pres        | Reti        | Pres   | Reti   |
| --------------------- | --------------------- | --------------------- | ---------- | ---------- | --------------- | --------------- | --------------- | ------------------ | ------------------ | ------------------ | ----------- | ----------- | ----------- | ------ | ------ |
| 2020                  | Volta Redonda         | A/RJ+C                | 0+8        | 0          | CB              | 0               | 0               |                    | -                  | -                  |             | -           | -           | 8      | 0      |
| gen.-ago. 2021        | Volta Redonda         | A/RJ+C                | 12+5       | 0          | CB              | 2               | 1               |                    | -                  | -                  |             | -           | -           | 19     | 1      |
| Totale Volta Redonda  | Totale Volta Redonda  | Totale Volta Redonda  | 25         | 0          |                 | 2               | 1               |                    | -                  | -                  |             | -           | -           | 27     | 1      |
| 2021-2022             | Vilafranquense        | LdH                   | 30         | 0          | CP+CdL          | 1+0             | 0               |                    | -                  | -                  |             | -           | -           | 31     | 0      |
| 2022-gen. 2023        | Vilafranquense        | LdH                   | 16         | 0          | CP+CdL          | 0+2             | 0               |                    | -                  | -                  |             | -           | -           | 18     | 0      |
| Totale Vilafranquense | Totale Vilafranquense | Totale Vilafranquense | 46         | 0          |                 | 3               | 0               |                    | -                  | -                  |             | -           | -           | 49     | 0      |
| gen.-giu. 2023        | Gil Vicente           | PL                    | 7          | 0          | CP+CdL          | -               | -               | UECL               | -                  | -                  |             | -           | -           | 7      | 0      |
| 2023-2024             | Gil Vicente           | PL                    | 31         | 4          | CP+CdL          | 2+1             | 0+0             | -                  | -                  | -                  | -           | -           | -           | 34     | 4      |
| Totale Gil Vicente    | Totale Gil Vicente    | Totale Gil Vicente    | 38         | 4          |                 | 3               | 0               |                    | -                  | -                  |             | -           | -           | 41     | 4      |
| 2024-2025             | Copenaghen            | SL                    | 17         | 2          | CD              | 2               | 0               | UECL               | 12                 | 1                  | -           | -           | -           | 31     | 3      |
| Totale carriera       | Totale carriera       | Totale carriera       | 126        | 6          |                 | 10              | 1               |                    | 12                 | 1                  |             | -           | -           | 148    | 8      |

## Palmarès
- Campionato danese: 1

Copenhagen: 2024-2025
- Coppa di Danimarca: 1

Copenhagen: 2024-2025